# Cabeza de piedra
La Cabeza de piedra es una escultura inconclusa que se localiza en los límites de Jesús María y Calvillo, y se caracteriza por el contraste que presenta frente al paisaje semiseco, el lago y los cerros que la rodean, los que le dan un toque de belleza único al estado de Aguascalientes. Detrás, del lado poniente, se pueden divisar un magnífico paisaje semiplano, algunas cañadas, la Sierra del Laurel y, más lejos, parte de la Sierra de Morones. Muy pocas personas conocen esta escultura y su origen.

## Historia de la escultura
Solamente se tiene conocimiento de algunas versiones del por qué de su construcción, y una de ellas es la siguiente: se dice que una presa construida por la Comisión Federal de Electricidad destruyó varias viviendas en Veracruz. Un hombre oriundo del estado esperó a que se le pagaran los daños, pero nunca le fueron pagados. Se dirigió al estado de Aguascalientes en busca de oportunidades, y se dedicó a trabajar en la construcción de la cabeza de piedra. Como el gobierno no le otorgó ningún apoyo, abandonó el trabajo y la escultura quedó inconclusa, tal y como se encuentra ahora.[cita requerida]

## Relevancia
Su impacto ha sido grande, incluso se podría considerar un atractivo turístico, aunque el problema es su inaccesibilidad, debido a que no hay vereda para acercarse y llegar hasta donde está ubicada. Sin embargo, existen imágenes fotográficas que han impactado a quienes la ven y generan controversia respecto a su localización en Aguascalientes, en Calvillo o en Jesús María. Se puede localizar partiendo desde la ciudad de Aguascalientes, por la carretera federal 70 poniente, conocida como la Salida a Calvillo; aproximadamente en el kilómetro número 33 se localiza, precisamente en los cerros que se ubican del lado norte del sitio.[cita requerida]